# Grand SEIKO THE NATURE OF TIME
『Grand SEIKO THE NATURE OF TIME』（グランドセイコー ザ・ネーチャー・オブ・タイム）はエフエム東京（TOKYO FM　東京都ローカル）で、毎週土曜12:00-12:25に放送されているインタビューの番組である。

## 概要
番組は、俳優の石丸幹二がインタビューアーを務め、各界の著名人を毎月ごとに1人（組）マンスリーゲストとして4-5週間（5回は第5土曜のある時のみ）迎え、その人の仕事、プライベート、普段の生活の中で自らを支える本質について、毎週1つ、1か月で4-5つのキーワードをもとに掘り下げ、そのゲストが持つ素顔を浮き彫りにする。
なお2022年7月まで、女性がマンスリーゲストとして登場したことは1人（組）もいなかったが、同8月の放送で中嶋朋子が史上初の女性マンスリーゲストとして登場した。それ以後も女性がマンスリーゲストコーナーに登場する機会が増えた。
2023年9月30日をもって終了し、スポンサーのグランドセイコーは、同年10月7日から開始した『Grand SEIKO Presents My Time My Story』（パーソナリティー・松下奈緒）に引き継いだ。

## マンスリーゲスト一覧
2019年
- 4月:池井戸潤
- 5月:宮川一朗太
- 6月:東儀秀樹
- 7月:清水宏保
- 8月:神田松之丞
- 9月:山田孝之
- 10月:松尾スズキ
- 11月:首藤康之
- 12月:秦基博

2020年
- 1月:笠原将弘
- 2月:石井竜也
- 3月:伊藤豊雄
- 4月:要潤
- 5月:佐藤卓
- 6月:井上芳雄
- 7月:小澤征悦
- 8月:Toshl（龍玄とし）
- 9月:関根勤
- 10月:舞の海秀平
- 11月:速水もこみち
- 12月:藤井フミヤ

2021年
- 1月:立川志の輔
- 2月:西川貴教
- 3月:中村雅俊
- 4月:真中満
- 5月:田村淳
- 6月:上原浩治
- 7月:さだまさし
- 8月:藤井隆
- 9月:小堺一機
- 10月:松重豊
- 11月:山田五郎
- 12月:米村でんじろう

2022年
- 1月:寺脇康文
- 2月:三遊亭円楽
- 3月:大久保嘉人
- 4月:藤岡弘、
- 5月:古澤巌
- 6月:水谷豊
- 7月:森田正光
- 8月:中嶋朋子（初の女性ゲスト）
- 9月:古川雄大
- 10月:TAKAHIRO
- 11月:入野自由
- 12月:春風亭一之輔

2023年
- 1月:梅沢富美男
- 2月:上原ひろみ
- 3月:橋本マナミ
- 4月:白井晃
- 5月:花總まり
- 6月:黒木瞳
- 7月:町田啓太
- 8月:浅利陽介
- 9月:柄本明